# Підозірка
Підозірка (до 1995 року — Підозерка) — село в Україні, у Зіньківській міській громаді Полтавського району Полтавської області. До 2020 орган місцевого самоврядування — Дейкалівська сільська рада. Населення становить 251 осіб.

## Географія
Село розташоване на березі річки Грунь. З південної сторони від села розташоване Озеро «Журавлине». З північної сторони до села примикає сосновіий бір, за річкою — листяний ліс. Нижче за течією річки Грунь на відстані 1,5 км розташоване село Дейкалівка. Вище за течією річки на відстані 2 км — село Шилівка. За річкою на відстані 1 км від села — село Іщенківка.

## Історія
Село заснували козаки, після знищення Запорізької Січі Катериною ІІ.
На 1861 рік Підозіркою володіли два пана А. П. Чернявський та В. П. Чернявський.
Під час Української революції з Підозірки тікали від комуністів через річку Грунь де знаходилась Горшкова гора, там вони жили в землянках деякий час.
Жертвами голодомору 1932—1933 років стало 20 осіб.
В 50-ті роки на території Підозірки вибиралася значна кількість торфу. Більша частина Журавлиного озера була осушена. Вода відкачувалася ровом до річки Грунь. Також на території села вибирався торф біля річки Грунь, перед мостом до села Іщенківка. Тому все село порито в кар'єрах, деякі і досі наповнені водою.
12 червня 2020 року, відповідно до розпорядження Кабінету Міністрів України № 721-р «Про визначення адміністративних центрів та затвердження територій територіальних громад Полтавської області», село увійшло до складу Зіньківської міської громади.
19 липня 2020 року, в результаті адміністративно - територіальної реформи та ліквідації Зіньківського району, село увійшло до складу новоутвореного Полтавського району Полтавської області.

## Населення

### Мова
Розподіл населення за рідною мовою за даними перепису 2001 року:
| Мова       | Кількість | Відсоток |
| ---------- | --------- | -------- |
| українська | 241       | 96.02%   |
| російська  | 17        | 3.59%    |
| білоруська | 1         | 0.29%    |
| Усього     | 251       | 100%     |